# Benátky nad Jizerou
 Benátky nad Jizerou (deutsch: Benatek) ist eine Stadt im Okres Mladá Boleslav in Tschechien. Sie liegt an der Iser (Jizera) und hat 7.042 Einwohner (2006).

## Geschichte
Der Ort wurde 1052 erstmals durch die Nennung des Teilortes Obodři erwähnt. 1264 wurde nördlich der Stadt die Burg Dražice erbaut. Um/nach 1340 gründete der Prager Bischof Johannes IV. in Benátky nad Jizerou ein Kloster der Brüder von der Buße der Märtyrer (auch Kreuzherren mit dem roten Herzen) und stattete es mit fünf Chorherrenstellen aus. 1359 wurde die Klosterkirche Mariae Geburt geweiht. 1380 wurden drei weitere Chorherrenstellen fundiert. Das Kloster ging in den hussitischen Unruhen um 1421 unter. 1346 erhielt Jan von Dražice das Recht, eine Stadt zu gründen. In den 1520er Jahren ließen sich hier die Burggrafen von Dohna nieder. Am Ort des durch die Hussiten zerstörten Schlosses errichteten sie ein neues Schloss.

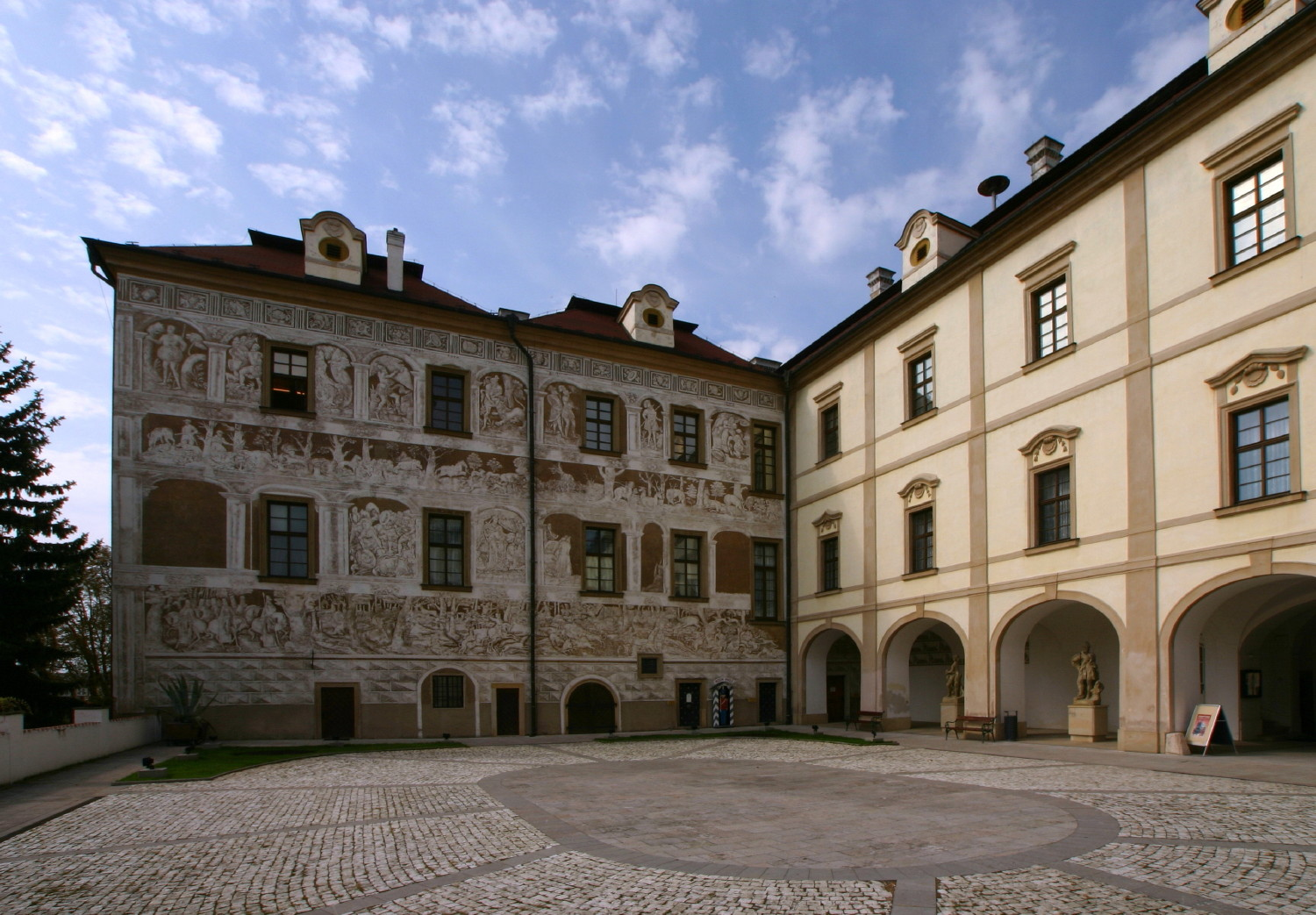
Schloss Benatek

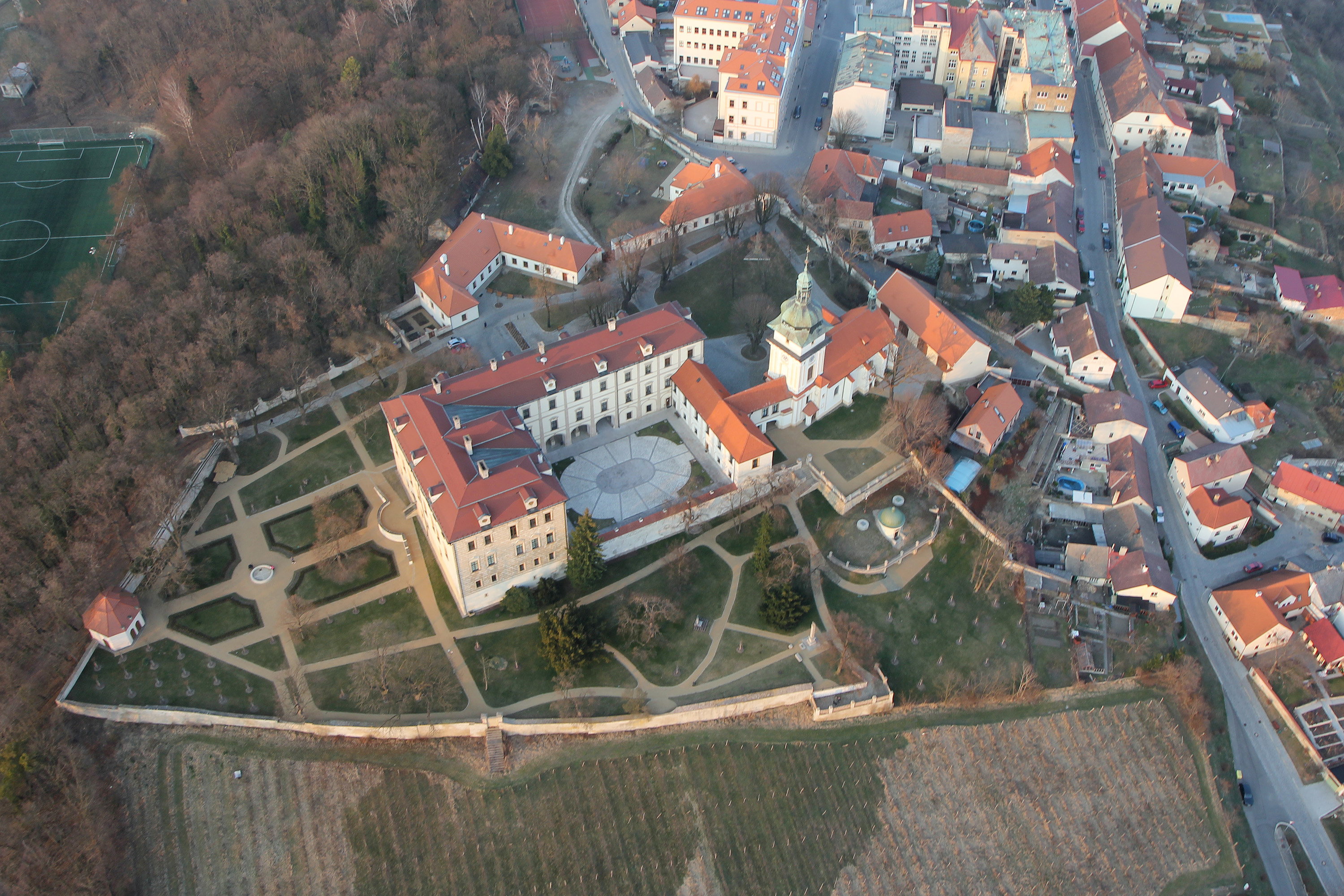
Luftbild vom Schloss

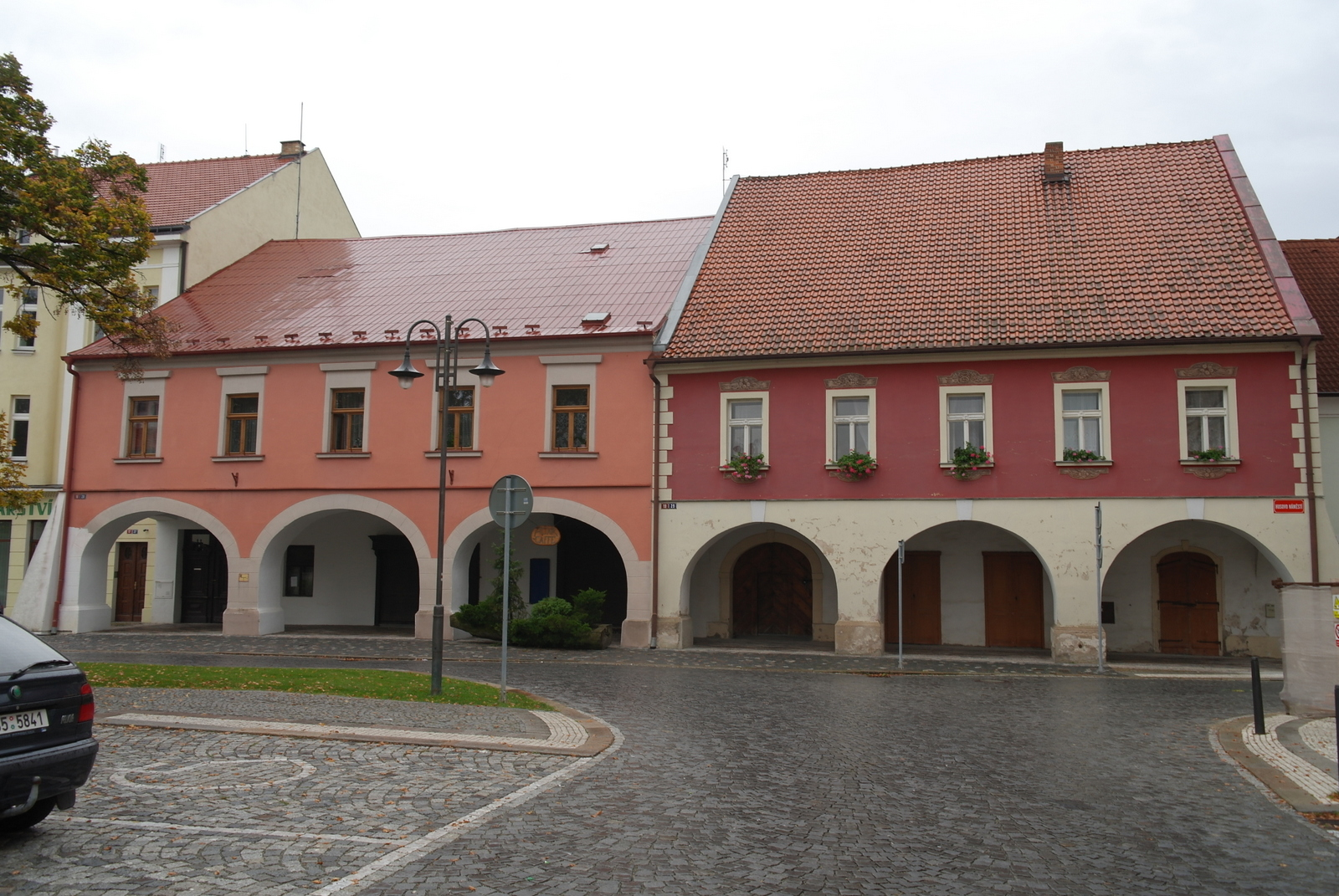
Laubenganghäuser in der Altstadt

1599 kaufte Kaiser Rudolf II. die gesamte Herrschaft. Er bot dem dänischen Astronomen Tycho Brahe an, sich hier ein Observatorium einzurichten, um nicht durch das geschäftige Treiben am Prager Hof gestört zu werden. Brahe hielt sich vom August 1599 bis Juni 1600 in Benátky auf. Unter anderen Forschungen bestimmte er die Lage der Stadt auf 14° 51’ 30’’ östlicher Länge und 50° 18’ 30’’ nördlicher Breite.
1647 erwarb Johann von Werth den Besitz, der das Schloss weiter ausbaute. Nach dessen Tod brach 1652 Streit um das Erbe aus, der nach drei Jahren beigelegt wurde: Die Herrschaft Benatek fiel anteilig Werths junger Witwe Susanna Maria von Kuefstein (1630/33–1697), deren vermutlich aus einer außerehelichen Beziehung entstammenden Sohn Franz Ferdinand von Werth (1652–1671), ihrem zweitehelichen Sohn Franz Maximilian Hartmann von Klarstein sowie der Lambertine Irmgardis Freifrau Raitz von Frentz von und zu Schlenderhan, Erbburggräfin von Köln, der Tochter aus erster Ehe von Johann von Werth, zu. Die inzwischen in dritter Ehe mit Kaspar Johann von Cabbegg zu Saareck verheiratete Susanna Maria verschuldete sich für den Rückkauf der anderen Teile der Herrschaft und lebte in ziemlicher Armut. Später brachte Susanna Maria ihren Teil der Herrschaft in ihre vierte Ehe mit Ernst Gottfried Schütz von Leipoldsheim auf Zittolieb ein. Dieser konnte 1694 noch den letzten in Fremdbesitz befindlichen Anteil hinzugewinnen. Ihm folgte sein Sohn Ernst Jaroslaw, mit dessen Tod das Geschlecht der Schütz von Leipoldsheim erlosch.
Am Ende des 18. Jahrhunderts kam das Anwesen in die Hände des Prager Erzbischofes Anton Peter Graf Przichowsky, der das Innere des Schlosses im Rokokostil einrichten ließ. Zu Mitte der ersten Hälfte des 19. Jahrhunderts erwarb Leopold Felix Graf Thun-Hohenstein die Herrschaft Benátky. In den Jahren 1844–1847 wirkte der junge Komponist Bedřich Smetana in Benátky als Musiklehrer der Familie Thun und Hohenstein. Der letzte Graf Kinský verkaufte das Schloss 1920 an die Stadt. Nach 1944 wurden Neu Benatek/Nové Benátky und Alt Benatek/Staré Benátky vereinigt sowie die Ortsteile Obodř/Obodersch, Kbel und Dražice/Draschitz eingemeindet.

## Stadtgliederung
Die Stadt Benátky nad Jizerou besteht aus den Ortsteilen Benátky nad Jizerou I, Benátky nad Jizerou II, Benátky nad Jizerou III, Dražice (Draschitz) und Kbel.

## Sport
Der Eishockeyclub HC Benátky nad Jizerou wurde ursprünglich 1934 gegründet und gehörte zwischen 2008 und 2022 der zweitklassigen 1. Liga an und spielt seither in der dritten Spielklasse, der 2. česká hokejová liga. Der SK Benátky nad Jizerou ist der lokale Fußballklub.

## Partnergemeinden
- Roßdorf (bei Darmstadt) (Deutschland)
- Reinsdorf (Deutschland)
- Modra (Slowakei)

## Persönlichkeiten

### Söhne und Töchter der Stadt
- Franz Benda (1709–1786), Violinist, Kapellmeister und Komponist
- Georg Anton Benda (1722–1795), Komponist und Kapellmeister
- Joseph Benda (1724–1804), Hofmusiker und Kapellmeister
- Johann Georg Benda (1713–1752), Violinist
- Anna Franziska Benda (1728–1781), verheiratete Hattasch, Sängerin
- Zdeněk Kalista (1900–1982), Historiker, Dichter, Literaturkritiker, Herausgeber und Übersetzer
- František Šťastný (1927–2000), Motorradrennfahrer

### Im Ort lebten und wirkten
- Jan Augusta (1500–1572), Bischof der Brüder-Unität, war Verwalter des Kollegiums
- Bedřich Smetana (1824–1884), Komponist
- Tycho Brahe (1546–1601), Astronom
- Johann von Werth (1591–1652), Reitergeneral im Dreißigjährigen Krieg